# 特別敏感海域
特別敏感海域（とくべつびんかんかいいき、英語: Particularly Sensitive Sea Areas, PSSA）とは、国際海事機関（IMO)が、海洋環境を保護するために一定の海域に指定する海洋保護区の一種である。英語での略称はPSSA。
特別敏感海域はIMOによって「認められた生態学的、社会経済的または科学的な特性の重要性により、国際海運活動から受ける損害に脆弱な、IMOによる行動を通じて特別な保護を必要とする海域」であると定義されている。

## 概要
今日の国連海洋法条約を中心とした海洋法秩序においては、無害通航権などに見られるように航行の自由を確保することが重視されている。国際航行は内陸国・沿岸国を問わず全ての国に関する利益であるため、航行の自由に対する規制は原則的に国際的な統一的規制が望ましいとされてきた。
他方、海洋環境の保護は、海洋環境が生態系や地理的要素などの特性により海域ごとに一様ではなく、それぞれの区域に応じて必要とされる保護のための措置も異なる。したがって、区域の特性を考慮し、それぞれの区域で異なった規制を行うことが望ましい。
こうした「航行の自由」と「海洋環境の保護」という対立する２つの要請を調和させるためにIMOが創設した制度が特別敏感海域である。
特別敏感海域では、ある区域で従来の海洋法秩序で既に認められている規制（航行の自由を重視した規制）を海洋環境保護という目的のもとで組み合わせるものであり、区域の特殊性に着目したものである。その意味で特別敏感海域は「航行の自由に対する規制に特化した海洋保護区」である。

## 特別敏感海域の指定
特別敏感海域に指定されるには以下の３つの要件を満たす必要がある。
1. 生態学的基準、社会的・文化的及び経済的基準、科学的及び教育学的基準の３つの基準のうち、少なくとも１つを満たすこと
2. 国際航行活動による損害に脆弱であること
3. 脆弱性から当該海域を保護するための措置がIMOによって採択され得ること

### 指定の手続
特別敏感海域の指定のための手続は、指定を受けようとする国がIMOの海洋環境保護委員会（MEPC）に特別敏感海域の指定を提案し、その提案を委員会が審査した後、委員会での審査を受けて当該委員会の下部機関である各小委員会がそれぞれ審査を行い、再び委員会が小委員会での審査を受けて特別敏感海域の指定を承認した後、特別敏感海域の指定をIMOが採択する、という流れである。（複数の国が共同で提案することも可能である。）
申請は、利用可能な保護措置の一覧と提案された又は現行の関連保護措置の適否や、当該措置が特別敏感海域の外側の海域に重大な悪影響を与える恐れがあるかどうか、海域の広さなどを考慮して審査される。

## 法的根拠
IMO総会の決議は勧告的なものであり、法的拘束力を持たないので、IMO総会の決議により創設された制度である特別敏感海域にも当然、法的拘束力はなく、あくまでもIMOのIMO加盟国に対する勧告である。したがって、特別敏感海域自体は新たな法制度を創り出すものではなく、既存の法制度を効率的に組み合わせるものである。
しかし、IMOは海洋環境や海運活動の分野に関しては、一般的に国連海洋法条約における「権限のある国際機関」であると解釈されている。（国連海洋法条約は、具体的な規制は「権限のある国際機関」を通じて形成させるというアプローチをとっている。例えば、197条、211条1項など）
そのことから、法的拘束力はないものの正当性は強いと考えられる。また、一般的な海洋保護区は国内的一方措置として行われるか、複数の国が地域的条約によって設定するが、特別敏感海域の場合はIMOという国際機関が指定するという点で国際的な海洋保護区であるといえ、特定の国だけで作られる海洋保護区よりも第3国の協力を得やすい。さらに、いったん特別敏感海域に指定されると、国際水路機関（IHO）の海図に特別敏感海域が記載される。これにより、特別敏感海域に指定された区域の海洋環境が脆弱であることを国際社会にアピールすることができるというメリットもある。

## 関連保護措置
特別敏感海域では、区域の特殊性を重視するため、具体的な規制はそれぞれの特別敏感海域により異なるが、その際、ある特別敏感海域においてとられる保護措置を関連保護措置（APM）という。2005年改訂ガイドラインでは「認定された脆弱性を防止し、軽減し、除去する」目的で行うべき措置であるとしている。
関連保護措置は既存の条約や国際法で認められているもので、法的根拠のあるものでなければならない。特別敏感海域という制度自体に法的拘束力がないからこそ、そこで行われる保護措置は一般的に利用可能なものでなければならないのである。
具体的には、主に以下のような関連保護措置が挙げられる。
- マルポール条約に基づく排出規制・特別水域の指定
- 海上における人命の安全のための国際条約（SOLAS条約）に基づく航路指定・避航水域・深水路航路・船舶強制通報制度・投錨禁止
- 海上における衝突の予防のための国際規則に関する条約に基づく分離通航方式

## 特別敏感海域の一覧
2024年までに17の海域が特別敏感海域に指定されている。（トレス海峡および珊瑚海南西部はグレートバリアリーフの特別敏感海域を拡張するものなので、グレートバリアリーフの特別敏感海域に含めて数える。）
| 特別敏感海域                                                       | 申請国                                                                                              | 指定年 |
| ------------------------------------------------------------------ | --------------------------------------------------------------------------------------------------- | ------ |
| グレートバリアリーフ                                               | オーストラリア                                                                                      | 1990年 |
| サバナ・カマグエイ群島                                             | キューバ                                                                                            | 1997年 |
| マルペロ島                                                         | コロンビア                                                                                          | 2002年 |
| フロリダキーズ周辺海域                                             | アメリカ                                                                                            | 2002年 |
| ワッデン海                                                         | デンマーク · ドイツ · オランダ                                                                      | 2002年 |
| パラカス国立自然保護区                                             | ペルー                                                                                              | 2003年 |
| 西ヨーロッパ海域                                                   | ベルギー フランス アイルランド ポルトガル スペイン イギリス                                         | 2004年 |
| トレス海峡（グレートバリアリーフPSSAの拡張）                       | オーストラリア パプアニューギニア                                                                   | 2005年 |
| カナリア諸島                                                       | スペイン                                                                                            | 2005年 |
| ガラパゴス諸島                                                     | エクアドル                                                                                          | 2005年 |
| バルト海                                                           | デンマーク · エストニア · フィンランド · ドイツ · ラトビア · リトアニア · ポーランド · スウェーデン | 2005年 |
| パパハナウモクアケア海洋ナショナル・モニュメント（北西ハワイ諸島） | アメリカ                                                                                            | 2007年 |
| ボニファシオ海峡                                                   | フランス イタリア                                                                                   | 2011年 |
| サバ島（北東カリブ海地域）                                         | オランダ                                                                                            | 2012年 |
| 珊瑚海南西部（グレートバリアリーフPSSAの拡張）                     | オーストラリア                                                                                      | 2015年 |
| ジョマール・エントランス                                           | パプアニューギニア                                                                                  | 2016年 |
| トゥバタハ岩礁海中公園（スールー海）                               | フィリピン                                                                                          | 2017年 |
| 地中海北西部                                                       | フランス イタリア モナコ スペイン                                                                   | 2023年 |
| ロンボク海峡におけるペニダ島及びマトラ島                           | インドネシア                                                                                        | 2024年 |